# Das Krokodil und sein Nilpferd
Das Krokodil und sein Nilpferd (Originaltitel: Io sto con gli ippopotami) ist eine Filmkomödie aus dem Jahr 1979 mit Bud Spencer und Terence Hill in den Hauptrollen. Der Film spielt in Rhodesien, dem heutigen Simbabwe, und zeigt, wie die beiden Helden trotz gegenseitiger Animositäten den Geschäftsmann Jack Ormond daran hindern, mit skrupellosen Methoden ein Wildgehege für Safaris zu errichten. In den deutschen Kinos startete der Film am 13. Dezember 1979.

## Handlung
Hauptfiguren des Films sind die beiden Cousins „Krokodil“ Slim und „Nilpferd“ Tom. Slim ist ein Globetrotter und Lebenskünstler, der sich für Tiere einsetzt, während Tom als Unternehmer Safaris für Touristen anbietet. Slim kehrt nach langer Abwesenheit wieder in seinen Heimatort zurück, wobei er als „Begrüßungsgeschenk“ seinem Cousin bei einer seiner Jagdsafaris die Autoreifen zerschießt, woraufhin der Jeep ins Wasser stürzt. Beim Auftauchen entdeckt Tom Slim. Toms Wiedersehensfreude ist gering, er will Slim aus Mama Leones Haus hinauswerfen, bis dieser ihm den Besitz eines größeren Barvermögens vorgaukelt.
Sofort wittert Tom ein Geschäft und versucht, Krokodil dazu zu überreden, einen gemeinsamen Safari-Bus zu kaufen, um damit ein Touristengeschäft aufzuziehen. Slim willigt ein, allerdings nur unter der Voraussetzung, dass Tom die Jagdsafaris sein lässt. Tom veranstaltet also nach Absprache mit Slim eine Safarifahrt für japanische Touristen, verteilt zuvor aber Gewehre mit Platzpatronen. Während dieser zerschießt Slim die Reifen des gebrauchten Busses, um von der Versicherung neue bezahlt zu bekommen. Da Tom den Bus aber nicht hat versichern lassen, kommt es erneut zum Streit der beiden.
Derweil plant der Spekulant Mr. Ormond, die Leute des Dorfes zu vertreiben, um ein Safari-Gehege zu errichten und die einheimischen Tiere nach Übersee verschiffen zu lassen. Er und seine Schlägerbande gehen dabei skrupellos vor, bis sie auf Krokodil und Nilpferd treffen. Nach ersten – für die Lakaien Ormonds sehr schmerzhaften – Auseinandersetzungen beschließt Ormond, die beiden zu bestechen, jedoch ohne Erfolg. Daher lässt er sie durch die Staatsmacht verhaften, doch auch hier wissen die beiden sich zu helfen: Slim befreit Tom, indem er mit einem Bulldozer die Gitter vor dem Gefängnis abreißt.
Schlussendlich gelingt es Tom und Slim, sowohl die Tiere zu befreien als auch Ormond und seine Männer zu verjagen.

## Synchronisation
Die Synchronfassung entstand bei der Rainer Brandt Filmproduktions GmbH in Berlin. Rainer Brandt schrieb auch die Dialoge und übernahm die Regie.
| Darsteller       | Rolle                                       | Synchronsprecher    |
| ---------------- | ------------------------------------------- | ------------------- |
| Bud Spencer      | Tom, das Nilpferd                           | Arnold Marquis      |
| Terence Hill     | Slim, das Krokodil                          | Thomas Danneberg    |
| Joe Bugner       | Jack „Hammer“ Ormond                        | Manfred Lehmann     |
| May Dlamini      | Mama Leone                                  | Paula Lepa          |
| Dawn Jürgens     | Stella                                      | N. N.               |
| Malcom Kirk      | Gefolgsmann Ormonds                         | Randolf Kronberg    |
| Ben Masinga      | Jason                                       | Manfred Lichtenfeld |
| Les Markowitz    | Trixie, Gefolgsmann Ormonds                 | Wolfgang Völz       |
| Johan Naude      | Gefolgsmann Ormonds                         | Karl Schulz         |
| Sandy Ngkomo     | Stellas Vater                               | Hans Nitschke       |
| Nic van Rensburg | Spieler im Casino                           | Hans Nitschke       |
| Hugh Rouse       | Polizeikommissar                            | Helmut Heyne        |
| Mike Schutte     | Lumpi, Gefolgsmann Ormonds                  | Wolfgang Pampel     |
| Kosie Smith      | Gefolgsmann Ormonds (Kopf wie ein Hauklotz) | Manfred Grote       |
| N. N.            | Detlev, Gefolgsmann Ormonds                 | Rainer Brandt       |

## Produktion

### Drehorte
Die Dreharbeiten der Denver Film Productions fanden  in Südafrika statt. Gedreht wurde in der Nähe von Johannesburg, die Tierszenen in einem Park in der Nähe von Pretoria.

### Filmmusik
Die Musik zum Film stammt von Walter Rizzati. Der Titelsong Grau, Grau, Grau stammt aus der Feder von Bud Spencer. Er singt das Lied in einer Version allein und in einer anderen zusammen mit Oliver Onions, die auch schon für den Film Zwei Himmelhunde auf dem Weg zur Hölle den Titelsong Flying Through The Air gesungen hatten.
Zum Ende hin wird das Lied Shosholoza gesungen, ein traditionell rhodesisches Lied.

## Kritiken
Das Lexikon des internationalen Films meint: „Neue Prügelerlebnisse des Abenteuer-Duos Hill/Spencer, diesmal im engagierten Kampf für Natur- und Großwildschutz in Afrika. Vorwiegend aus Faustkampf-Klamauk bestehende Unterhaltung.“
Das Filmlexikon von TV-Spielfilm fasst den Film als „betagtes Prügeln für den Naturschutz“ zusammen.

## Auszeichnungen
Der Film gewann 1980 die Goldene Leinwand.

## Schnittfassungen und DVD- und Blu-ray-Veröffentlichungen
Von dem Film existieren vier unterschiedliche Schnittfassungen. Neben der italienischen Originalfassung und einer um neun gekürzten Version noch eine internationale sowie eine sogenannten Integralfassung.
Der Film erschien 2001 erstmals bei e-m-s new media auf DVD.
2008 erschien eine Neufassung mit verbesserter Bildqualität. e-m-s griff außerdem erstmals auf die Originalfassung zurück. Einige Szenen sind daher in italienischer Sprache mit Untertitel. Nach der Insolvenz von e-m-s erschien die DVD unverändert erneut bei 3L.
2014 folgte die erste Veröffentlichung auf Blu-ray bei 3L. Man veröffentlichte wieder die deutsche Fassung und musste daher auf eine deutsche Kinokopie zurückgreifen, was gegenüber der Abtastung eines Originalnegativs zu Qualitätseinbußen führt.